# الجدول الزمني للحوادث المتعلقة بكيو أنون
منذ ظهور الحركة في عام 2017، شارك أتباع نظرية المؤامرة اليمينية المتطرفة كيو أنون في عدد من الأحداث المثيرة للجدل، بعضها عنيف، فوجِهت لهم تهم جنائية وإدانة واحدة بالإرهاب.

## 2018

### حادثة مصنع الإسمنت في توسان
في مايو 2018 بث مايكل لويس آرثر ماير مقطع فيديو مباشر على فيسبوك من موقع مصنع الإسمنت في توسان، مؤكدًا أن «هذا المصنع معسكر للاتجار بالجنس مع الأطفال، ولا أحد يريد التحدث عنه أو فعل أي شيء بشأنه». شوهد الفيديو 650 ألف مرة في الأسبوع التالي. فتشت شرطة توسان المصنع دون العثور على أدلة على نشاط إجرامي. ثم احتل ماير برجًا في العقار لمدة تسعة أيام، ولم يغادره إلا بعد التوصل لاتفاق مع الشرطة. عاد لاحقًا إلى البرج في يوليو، وعندها ألقي القبض عليه بتهمة التعدي على ممتلكات الغير. أشار ماير إلى كيو أنون واستخدم الوسم #WWG1WGAعلى صفحته على الفيسبوك.

### حادثة سد هوفر
في 15 يونيو 2018 ألقي القبض على ماثيو فيليب رايت من هندرسون بولاية نيفادا بتهمة الإرهاب، وتهم أخرى لقيادته شاحنة مصفحة تحتوي على بندقية إيه آر-15 ومسدس إلى سد هوفر وعرقلة حركة المرور لمدة 90 دقيقة. قال إنه كان في مهمة لكيو أنون: لمطالبة وزارة العدل «بنشر تقرير مكتب التحقيقات الفيدرالي» حول سلوك عملاء مكتب التحقيقات الفيدرالي أثناء التحقيق في استخدام هيلاري كلينتون لخادم بريد إلكتروني خاص. صدر تقرير مكتب المفتش العام قبل يوم من المهمة، وكان دافع الرجل لهذه المهمة هو ادعاء كيو أن النسخة التي صدرت من التقرير عُدلت بصورة كبيرة، وأن ترامب يمتلك نسخة أكثر إدانة لكنه رفض الإفصاح عنها. أعرب رايت في مقطع فيديو سجله داخل شاحنته المصفحة عن خيبة أمله؛ لأن ترامب لم يحترم «واجبه في سجن بعض الأشخاص»، مطالبًا إياه «بالوفاء بيمينه».
توجه رايت، بعد عرقلة حركة المرور، نحو جانب الجسر في أريزونا، حيث سويت إطاراته بالأرض بشرائط الشرطة المسننة. ثم استسلم للشرطة بعد أن علق على طريق ترابي. لم يصب أحد خلال الحادث. في المحاكمة، أدين رايت، وفي 17 ديسمبر 2020، حُكم عليه بالسجن سبع سنوات بتهمة الإرهاب وتسعة أشهر بتهمة الهروب غير القانوني، ليتم خدمته على التوالي.

### استهداف مايكل أفيناتي
في 29 يوليو 2018 نشر كيو رابطًا على موقع مايكل أفيناتي محامي ستورمي دانيالز وصور لمبنى مكتبه في شاطئ نيوبورت، كاليفورنيا، إلى جانب رسالة، «اربطوا أحزمة الأمان!» ثم نشر الملصق المجهول صورة رجل ما زال مجهول الهوية، بدا أنه يحمل هاتفًا محمولًا في يد وجسم طويل ورفيع في اليد الأخرى، ويقف في الشارع بالقرب من مكتب أفيناتي، مضيفًا أن الرسالة «تم إرسالها». أثار هذا تحقيقًا من قبل قسم شرطة شاطئ نيوبورت. في 30 يوليو طلب أفيناتي من متابعيه على تويتر الاتصال بقسم شرطة شاطئ نيوبورت إذا كان لديهم «أي تفاصيل أو ملاحظات» حول الرجل في الصورة.

### مضايقة جيم أكوستا
في تجمع حاشد لترامب في تامبا، فلوريدا، في 31 يوليو 2018، أظهر أنصار ترامب سلوكًا عدائيًا تجاه كبير المراسِلين لقناة سي إن إن في البيت الأبيض جيم أكوستا. كان دعاة النظريات المتعلقة بكيو أنون في التجمع.
في اليوم التالي، سأل ديفيد مارتوسكو من صحيفة ديلي ميل السكرتيرة الصحفية للبيت الأبيض سارة هاكابي ساندرز عما إذا كان البيت الأبيض يشجع دعم «مجموعات كيو أنون الهامشية». نددت ساندرز «بأي جماعة تحرض على العنف ضد فرد آخر»، دون الرد على وجه التحديد على ذكر كيو أنون. وأضافت ساندرز أن ترامب «بالتأكيد لا يدعم الجماعات التي تشجع هذا النوع من السلوك».

## 2019

### مدرسة غراس فالي المستقلة لجمع التبرعات
ألغي حدث اليوبيل الرخامي الأزرق لجمع التبرعات في مدرسة غراس فالي المستقلة في غراس فالي، كاليفورنيا، وكان مقرر عقده في 11 مايو 2019، كإجراء احترازي بعد تغريدة لرئيس مكتب التحقيقات الفيدرالي السابق جيمس كومي في 27 أبريل باستخدام الوسم #الوظائف الخمس التي شغلتها (#FiveJobsIveHad)، كانت الأحرف الأولى من الوظائف (جي في سي إس إف)، وقد فسرها أتباع كيو أنون على أنها إشارة مبطنة لمؤسسة غراس فالي المستقلة، مما يشير إلى أن كومي خطط لشن هجوم إرهابي «بعلم كاذب» في الحدث، وفسر أتباع كيو أنون الوسم بإعادة ترتيب أحرفه الأولى وظهرت كلمة الجهاد، وارتبط الطابع الزمني للمنشور بهجمات 11 سبتمبر. تلقت الشرطة ومكتب التحقيقات الفيدرالي تحذيرات، بالإضافة إلى المدرسة، التي قررت عدم المخاطرة بحراس الإنترنت الذين يحضرون «لحراسة المكان»، بحسب ما قال رقيب شرطة.

### مقتل فرانك كالي
اتهِم أنتوني كوميلو من جزيرة ستاتن، نيويورك، بقتل فرانك كالي زعيم عائلة غامبينو الإجرامية في مارس 2019. وفقًا لمحامي دفاعه، أصبح كوميلو مهووسًا بنظريات كيو أنون، معتقدًا أن كالي كان عضوًا في «الدولة العميقة»، و«بسبب وضعه المتصور ذاتيًا في كيو أنون، أصبح السيد كوميلو متأكدًا من أنه كان يتمتع بحماية الرئيس ترامب نفسه، وأنه حصل على دعم الرئيس الكامل» لاعتقاله كالي. زُعم أن كوميلو أطلق النار على كالي عشر مرات، عند مواجهة كالي خارج منزله في جزيرة ستاتن. في أول ظهور له أمام المحكمة، عرض كوميلو رموز كيو أنون وعباراتها وكتب على يده بالقلم «اجعل أمريكا عظيمة مرة أخرى للأبد». نشر كوميلو أيضًا مواد على إنستغرام تشيد بشخصيات فوكس نيوز مثل شان هانيتي وتاكر كارلسون وجينين بيرو. سبب استهداف كالي غير واضح، فالشخص الذي يقف وراء «قطرات» كيو أنون لم يذكر المافيا.

### حوادث الاختطاف
في ديسمبر 2019 ألقي القبض على سينثيا أبكغ واتُهمت في كولورادو بالتآمر لارتكاب اختطاف من الدرجة الثانية لأحد أطفالها بعد إخراجها من الحجز. أبلغت ابنتها الأخرى الشرطة أن أبكغ كانت تتعاون مع رجل مسلح كان «بالتأكيد جزءًا من مجموعة كيو أنون»، وأن والدتها ذهبت إلى اجتماعات كيو أنون، وتعتقد أن الطفل أخذه «عبدة الشيطان الأشرار» و«متحرشو الأطفال». أنكرت أبكغ التهمة في سبتمبر 2020 وحوكمت في فبراير 2021.

## فيما بعد
في 20 مارس 2020 ألقي القبض على نيلي بيتري بلانشارد ووجهت لها تهمة الاختطاف والتدخل في الوصاية بعد أخذ ابنتيها اللتين كانتا تحت الوصاية القانونية لجدتهما. نشرت بيتري بلانشارد عدة منشورات على وسائل التواصل الاجتماعي تروج لكيو أنون، بما في ذلك الميم وصورها وهي ترتدي قمصان كيو أنون في تجمعات ترامب. اتخذت إجراءات مرتبطة بحركة المواطن المستقل، وانخرطت بنشاط في إي-كلوز، وهي شركة للمواطن المستقل قائمة على القانون الزائف تابعة لكيو أنون.
في أكتوبر 2020 اختطفت والدة يوتا إميلي جولي ابنها خلال زيارة خاضعة للإشراف، على الرغم من حقيقة أن والد الصبي كان له حق الحضانة الكاملة. لقد روجت لنظريات المؤامرة لكيو أنون (بما في ذلك الادعاء بأن خدمات حماية الأطفال متورطة في الاتجار بالبشر)، وكانت عضوًا في صفحة الفيسبوك لأي-كلوز.
في 13 أبريل 2021 ساعدت مجموعة فرنسية متأثرة بنظريات كيو أنون ونسخة محلية من أيديولوجية المواطن المستقل أمًا سُحبت منها الحضانة على اختطاف طفلها البالغ من العمر ثماني سنوات من جدة الطفل، التي مُنحت الحضانة بسبب مخاوف بشأن الاستقرار العقلي للأم والمعتقدات التآمرية المتطرفة. أدى التحقيق حول الأشخاص المتورطين في الاختطاف في النهاية إلى الكشف عن مؤامرة إرهابية مزعومة.